# Le Mirage (roman)
Pour les articles homonymes, voir Le Mirage.

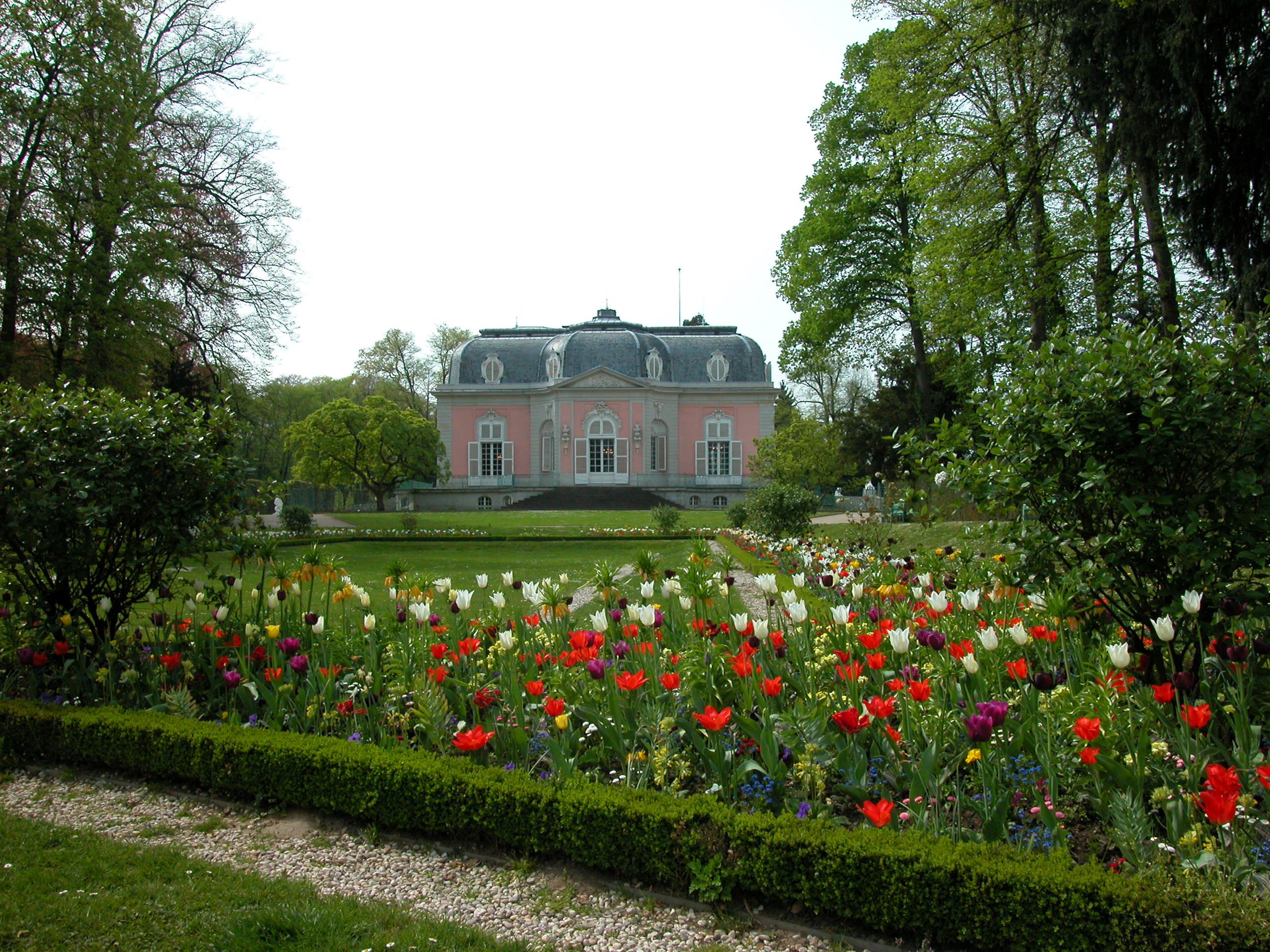
Château de Benrath, transposé en « château Holterhof » dans Die Betrogene, joue un rôle central.

Le Mirage (Die Betrogene) est un roman de Thomas Mann, paru en 1953. 

## Historique
Ce roman, qui est en fait un récit, est écrit par Thomas Mann en 1952 et 1953. Il paraît pour la première fois en 1953, dans la revue Merkur à Stuttgart, puis est publié la même année en volume chez l'éditeur S. Fischer Verlag. En 1958, le récit a été inclus dans l'Édition de Stockholm. 

## Résumé
Il raconte l'histoire d'une femme en ménopause, qui s'approche de la mort sous l'apparence trompeuse d'un miraculeux rajeunissement.

## Style
Comme toutes les œuvres tardives de Thomas Mann, ce récit est écrit dans un style parodique (« Je ne connais dans la stylistique en fait que la parodie »), ce qui donne l'impression « que Felix Krull a écrit le livre, tandis que Thomas Mann regardait au-dessus de son épaule. ».

## Éditions
Édition originale allemande
- Die Betrogene, Stuttgart, S. Fischer Verlag, 1953.

Édition de la traduction française
- Le Mirage, traduction de Louise Servicen, Paris, Albin Michel, 1954, 187 p.

## Adaptation
Le récit est adapté au cinéma en 1992 par Jean-Claude Guiguet sous le titre Le Mirage.